# Ronde toren (Jersey)

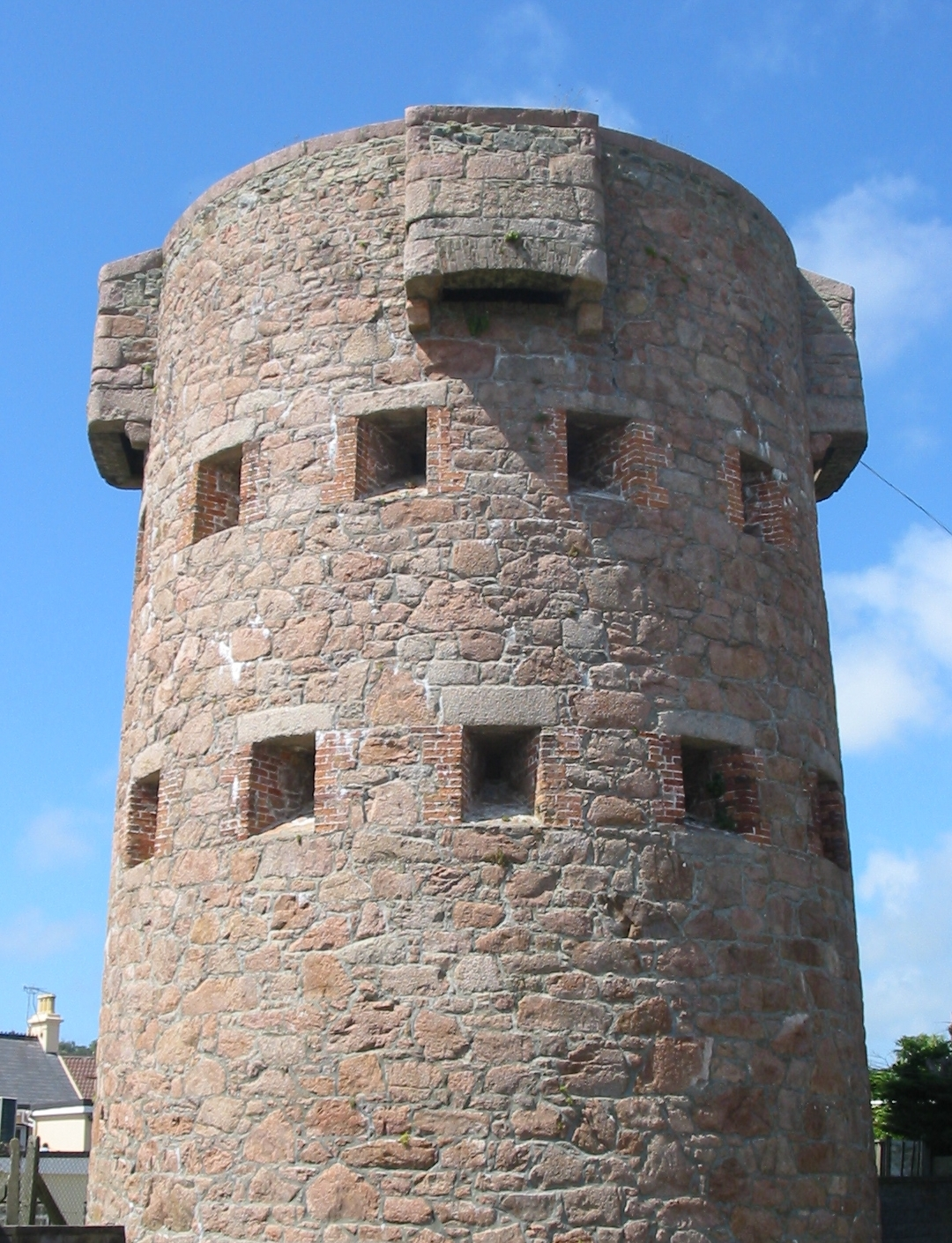

De ronde torens zijn torens die langs de kust van het Kanaaleiland Jersey zijn aangelegd om het eiland tegen een Franse invasie te beschermen.
Soms liggen deze torens hoog op de kust om altijd droog te staan, maar soms liggen de torens dieper in zee, zodat ze bij vloed in het water komen te staan. In enkele gevallen zijn delen van de toren wit geschilderd, zodat ze als baken vanuit zee goed zichtbaar zijn.

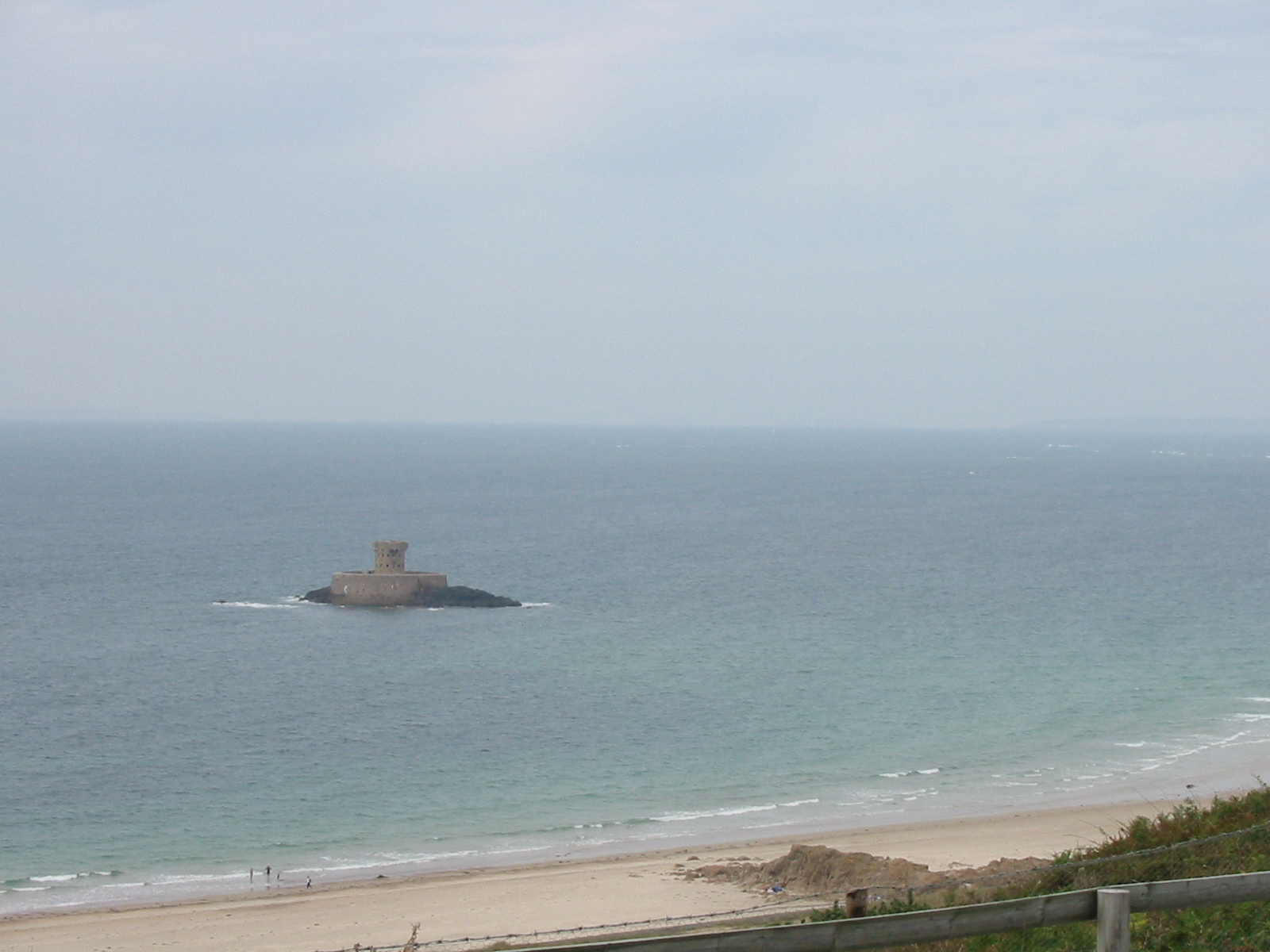
Ronde toren in St. Ouens Bay, bij vloed in het water

## Franse dreiging
Door zijn ligging verkeerde Jersey in de 18e eeuw bijna doorlopend in een oorlogsdreiging. In 1779 vielen de Fransen de baai van Saint Ouen aan, die aan de westkust van Jersey ligt. Dit was echter niet succesvol. Twee jaar later, in 1781, landden 600 Franse soldaten bij La Rocque aan de oostkust en marcheerden zonder tegenstand naar de hoofdstad, Saint Helier, waarna ze de gouverneur van Jersey dwongen zich over te geven. Na de Slag om Jersey (Engels: Battle of Jersey) werd besloten de verbetering van de verdediging van de kust met prioriteit ter hand te nemen.
De gouverneur, generaal Henry Seymour Conway, besloot om 30 ronde torens te bouwen. Hij liet zich hiervoor inspireren door een oude stenen toren in de baai van Martella op Corsica, die had standgehouden tegen een Britse marineaanval. De ronde torens worden op grond hiervan ook wel een martellotoren genoemd. Men meende dat de ronde vorm sterker was dan een vierkante vorm. Soortgelijke torens werden onder meer ook gebouwd langs de zuidkust van Engeland.
In totaal werden 31 torens gebouwd, waarvan er nog 24 over zijn. Drie zijn verdwenen door erosie van de kust, drie werden vernietigd tijdens de Duitse bezetting, en een is door een onbekende oorzaak verdwenen.

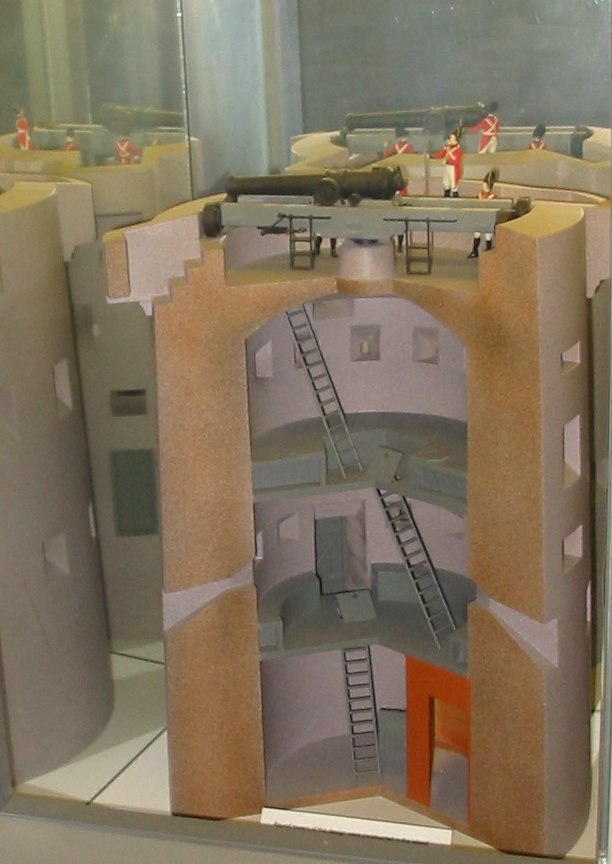
Model van een ronde toren in het Jersey museum in Saint Helier

## Constructie
De torens zijn en waren ook in het verleden onbewoond. De binnenkant bevat trappen om bovenop te komen.
De torens op Jersey zijn gebouwd met taps toelopende muren. Ze bestaan uit het lokale graniet. Van bovenaf kon men door gaten de voet van de toren onder schot nemen. Op de begane grond werden wapens en munitie opgeslagen. Op de bovenste verdieping konden maximaal 10 soldaten met hun officier verblijven.
Sommige torens hadden een kanon op het dak, dat via een draaiplateau gericht kon worden. Deze torens zijn eigenlijk de echte martellotorens.
Toen Conway in 1795 overleed, waren 22 van de torens gereed. Nadat Napoleon was verslagen in Rusland was de Franse dreiging sterk verminderd. De prioriteit om het project af te ronden werd minder. In 1837 werd de laatste toren gebouwd, de Victoria Toren aan de oostkust van het eiland. Dit was de allerlaatste versterking die op Jersey gebouwd zou worden, totdat de Duitsers bunkers aanbrachten als deel van de Atlantikwall.

## Trivia
- De ronde toren van Hocq staat op de munt van 1 Penny van Jersey.